# Team Differdange-Magic-SportFood.de/Saison 2011
Dieser Artikel listet Erfolge und Mannschaft des Radsportteams Differdange-Magic-SportFood.de in der Saison 2011 auf.

## Erfolge in der UCI Europe Tour
| Datum    | Rennen                                          | Kat. | Fahrer         |
| -------- | ----------------------------------------------- | ---- | -------------- |
| 23. Juni | Luxemburgische Meisterschaft – Einzelzeitfahren | NC   | Christian Poos |
| 9. Juli  | 4. Etappe Sibiu Cycling Tour (EZF)              | 2.2  | Christian Poos |

## Zugänge – Abgänge
| Zugänge          | Team 2010                       | Abgänge              | Team 2011                           |
| ---------------- | ------------------------------- | -------------------- | ----------------------------------- |
| Jonas Ljungblad  | Omega Pharma-Lotto              | Robert Retschke      | Team NetApp                         |
| Alex Meenhorst   | Team NetApp                     | Jempy Drucker        | Veranda’s Willems-Accent            |
| Michael Tronborg | Glud & Marstrand-LRØ Rådgivning | Tjarco Cuppens       | Fuji-Cyclingtime.com                |
| Remco Broers     | Rabobank Continental            | Sébastien Harbonnier | Équipe Cycliste de l’Armée de Terre |
| Gediminas Kaupas | Soenens-Jartazi-Construct Glas  | Pit Schlechter       | LC Tétange                          |
| Sascha Weber     | Stevens Racing Team             | Dominik Eberle       | Unbekannt                           |
| Cédric Gaoua     | Neoprofi                        | Patrick Gressnich    | Unbekannt                           |
| Rudy Lesschaeve  | Neoprofi                        | Håkan Nilsson        | Unbekannt                           |
| Joël Zangerle    | Neoprofi                        | Olivier Peelman      | Unbekannt                           |

## Mannschaft
| Name                   | Geburtstag         | Nationalität |              |
| ---------------------- | ------------------ | ------------ | ------------ |
| Remco Broers           | 15. Mai 1988       | Niederlande  |              |
| Stefan Cohnen          | 4. Dezember 1982   | Niederlande  |              |
| Frank Dressler-Lehnhof | 30. September 1976 | Deutschland  |              |
| Cédric Gaoua           | 7. März 1989       | Frankreich   |              |
| Cyrille Heymans        | 4. März 1986       | Luxemburg    |              |
| Gediminas Kaupas       | 7. September 1988  | Litauen      |              |
| Vytautas Kaupas        | 1. April 1982      | Litauen      |              |
| Morten Knudsen         | 21. September 1981 | Dänemark     |              |
| Rudy Lesschaeve        | 26. September 1985 | Frankreich   |              |
| Jonas Ljungblad        | 15. Januar 1979    | Schweden     |              |
| Alex Meenhorst         | 26. Februar 1987   | Neuseeland   |              |
| Christian Poos         | 5. November 1977   | Luxemburg    |              |
| Nico Schneider         | 26. Mai 1987       | Deutschland  |              |
| Tom Thill              | 31. März 1990      | Luxemburg    |              |
| Michael Tronborg       | 13. Juli 1983      | Dänemark     |              |
| Sascha Weber           | 23. Februar 1988   | Deutschland  |              |
| Joël Zangerle          | 11. Oktober 1988   | Luxemburg    |              |
| Stagiaires             | Stagiaires         | Nationalität | Nationalität |
| André Benoit           | André Benoit       | Deutschland  |              |
| Julien Masson          | Julien Masson      | Frankreich   |              |

## Platzierungen in UCI-Ranglisten
UCI Asia Tour 2011
|      | Fahrer          | Punkte |
| ---- | --------------- | ------ |
| 222. | Cyrille Heymans | 9      |

UCI Europe Tour 2011
|      | Fahrer           | Punkte |
| ---- | ---------------- | ------ |
| 320. | Jonas Ljungblad  | 49     |
| 587. | Christian Poos   | 22     |
| 640. | Sascha Weber     | 19     |
| 668. | Vytautas Kaupas  | 16     |
| 878. | Gediminas Kaupas | 8      |
| 987. | Alex Meenhorst   | 6      |
| 987. | Joël Zangerle    | 6      |